# قناة درقية لسانية
إن القناة الدرقية اللسانية هي تركيب تشريحي جنيني يُشكل اتصالاً مفتوحًا بين الناحية الأولية لنمو الغدة الدرقية وموضعها النهائي.
يبدأ تطور الغدة الدرقية في البلعوم الفموي في الجنين الحي ثم تهبط إلى موضعها النهائي لتمر من خلال اللسان والعظم اللامي وعضلات الرقبة. فالوصلة بين موضعها الأصلي وموضعها النهائي هي القناة الدرقية اللسانية. وعادة ما تضمر تلك القناة وتنغلق قبل الولادة ولكنها قد تظل مفتوحة لدى بعض الأشخاص.

## الأهمية السريرية
يطلق على القناة الدرقية اللسانية التي لا تضمر القناة الدرقية اللسانية المستديمة، وهي حالة قد تؤدي إلى تكون كيسات القناة الدرقية اللسانية.